# Зерноїд вороний
Зерноїд вороний (Sporophila corvina) — вид горобцеподібних птахів родини саякових (Thraupidae). Мешкає в Мексиці, Центральній і Південній Америці.

## Опис

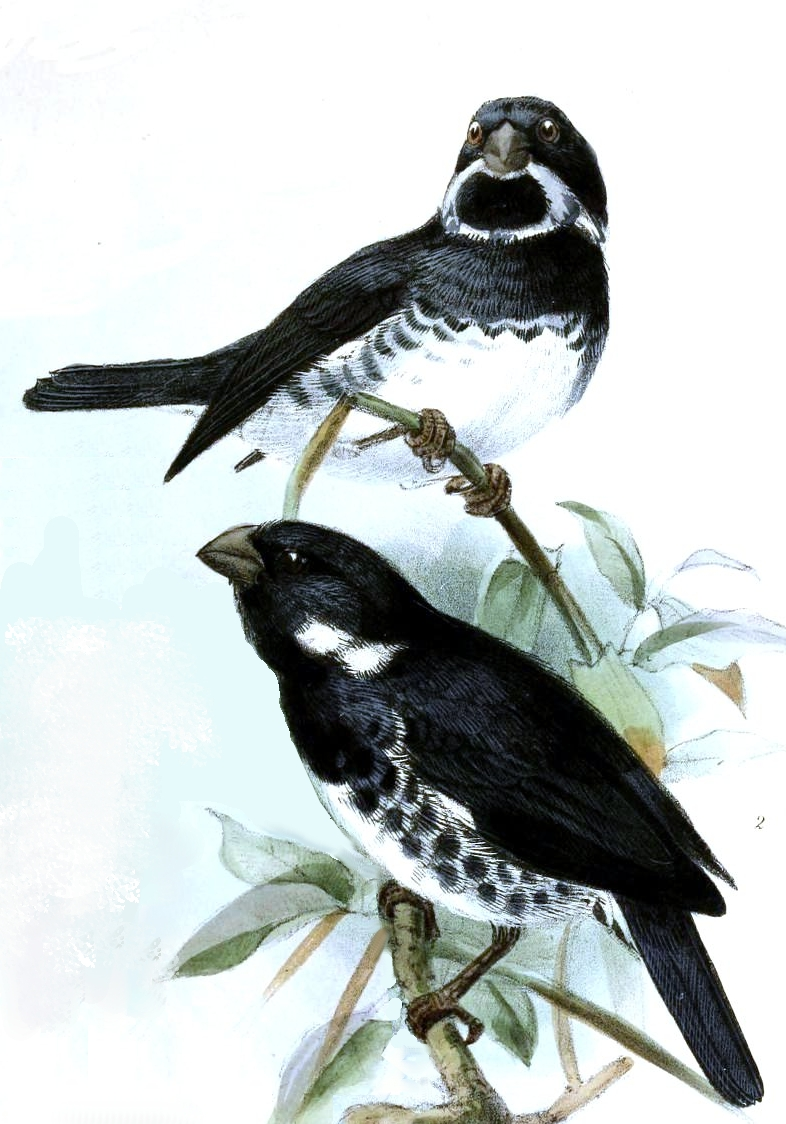
Самці вороного зерноїда

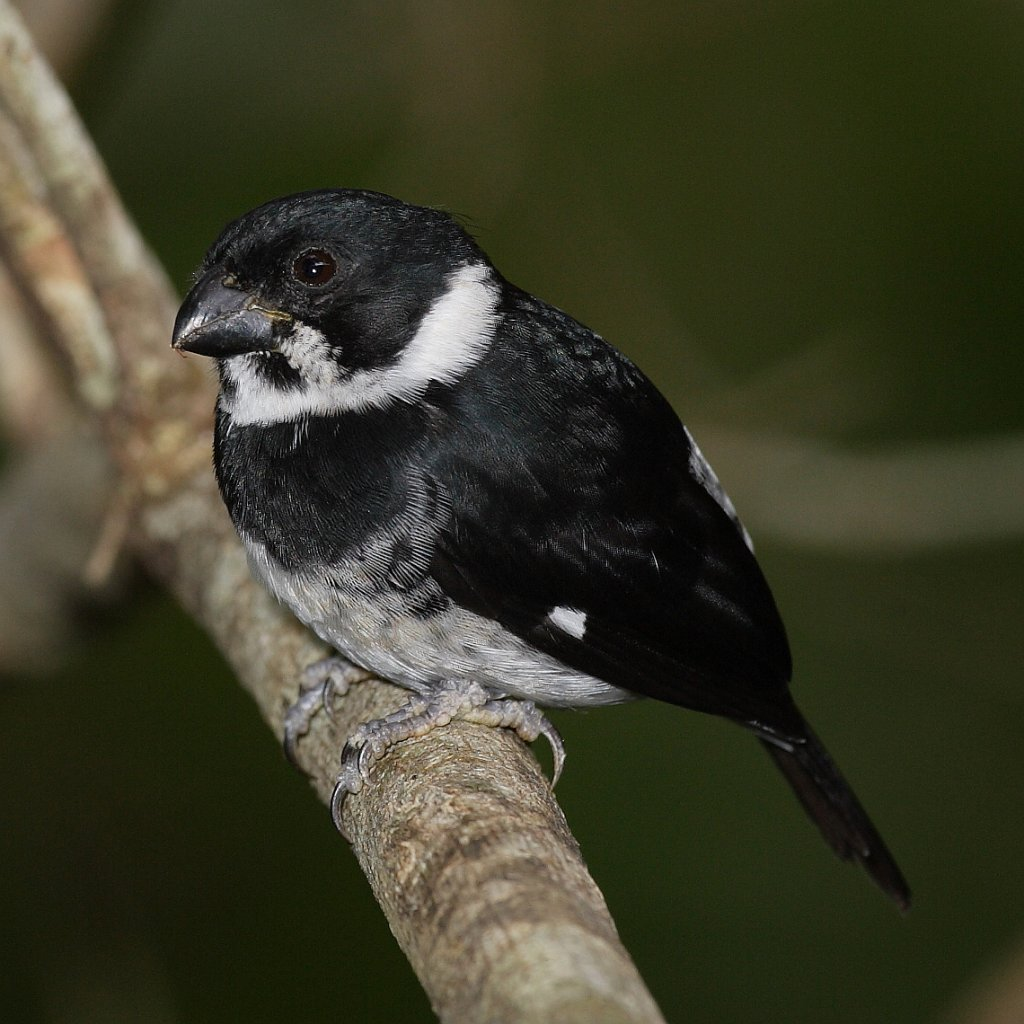
Самець вороного зерноїда (поблизу міста Панама)

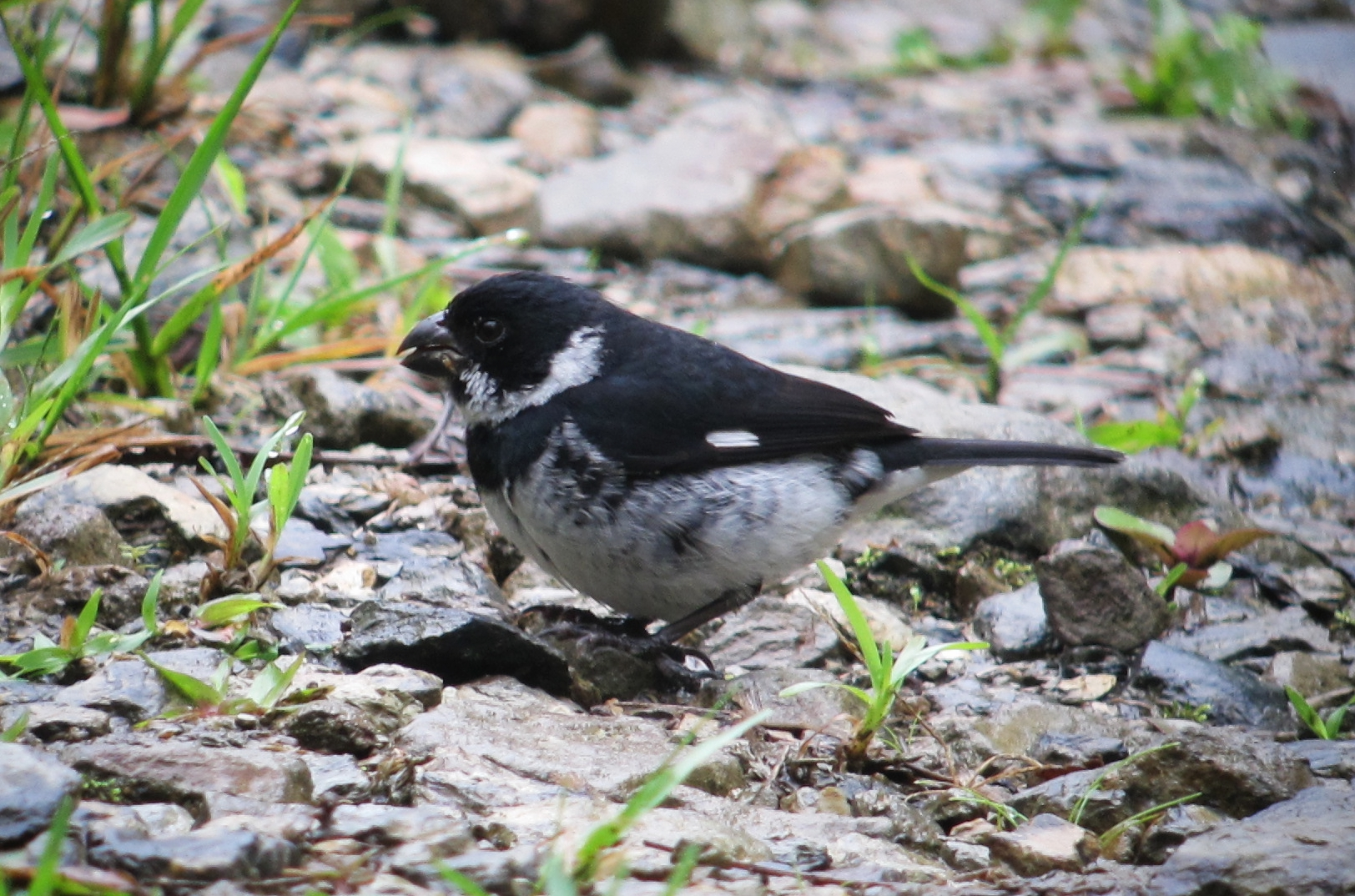
Самець вороного зерноїда (Колумбія)

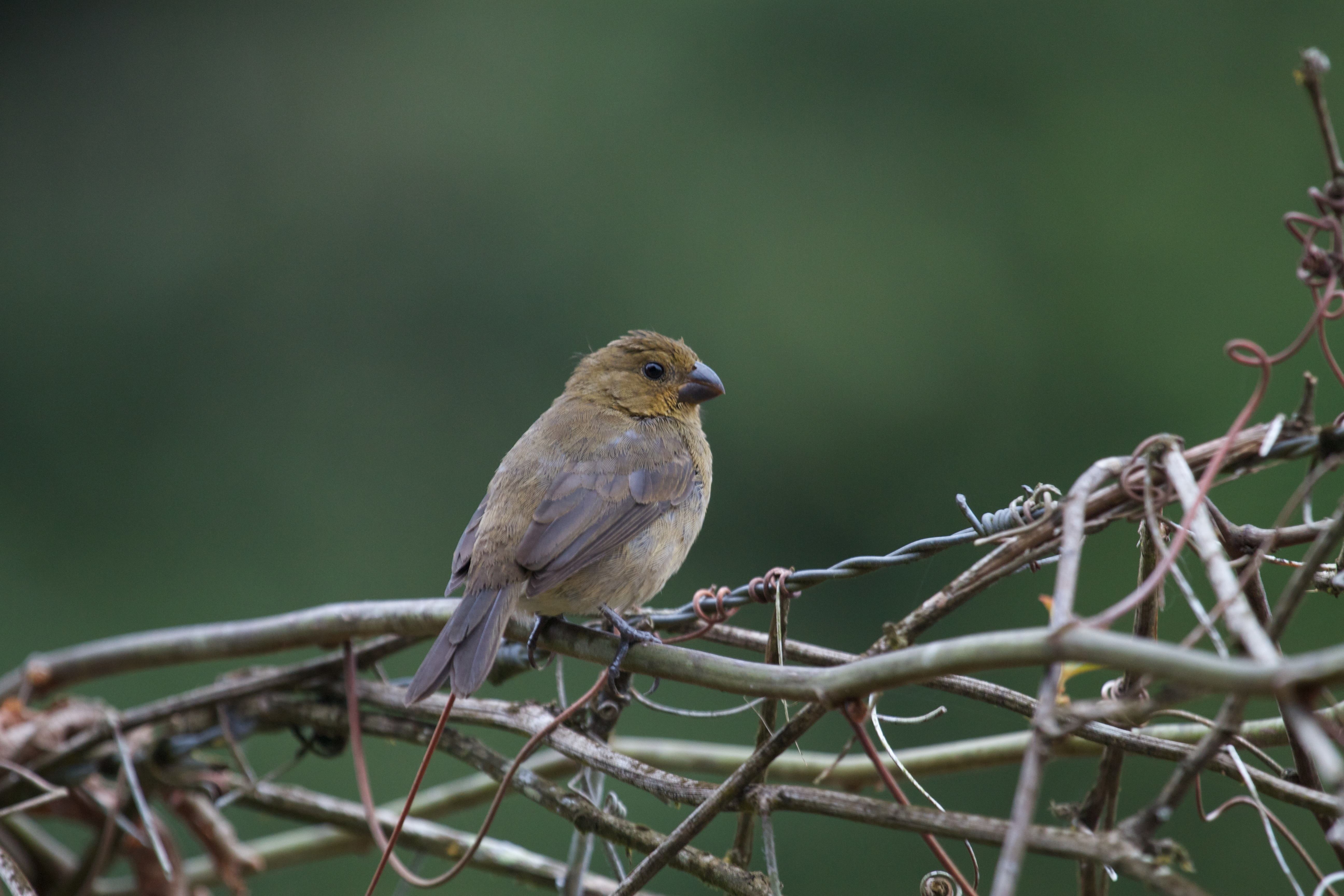
Самиця вороного зерноїда (Панама)

Вороні зерноїди — це дрібні, кремезні птахи з чорними, конічної форми дзьобами. Їх середня довжина становить 10,5 см, а вага 11 г. Забарвлення самців різниться в залежності від підвиду. Представники підвиду S. c. corvina мають повністю чорне забарвлення. за винтком невеликих білих "дзеркалець" і білих смуг на крилах. Представники підвиду S. c. hoffmanni мають також білий "комірець", гузка і живіт у них білі, надхвістя сірувато-чорне, на боках чорні плямки або смужки. Представники підвиду S. c. hicksii нагадують представників підвиду S. c. hoffmanni, однак горло у них також біле (підборіддя у них чорне, під дзьобом чорні "вуса").  Представники підвиду S. c. ophthalmica нагадують представників підвиду S. c. hicksii, однак "вуса" у них дуже тонкі або повністю відсутні, надхвістя зазвичай біле, боки білі, іноді поцятковані чорними плямками.
Самиці всіх чотирох підвидів мають подібне забарвлення: верхня частина тіла у них оливково-коричнева, нижня частина тіла у них світліша, на крилах білі смуги, як і у самців. Представниці номінативного підвиду мають дещо тьмяніше. більш коричневе забарвлення, представниці інших підвидів мають легкий жовтуватий відтінок на нижній частині тіла. Забарвлення молодих птахів подібне до забарвлення самиць. Деякі самці довгий час не набувають дорослого забарвлення і можуть розмножуватися, все ще частково маючи забарвлення молодого птаха.
У 2005 році в Еквадорі спостерався гіпермеланістичний самець: рівнеь феомеланіну у нього був підвищений, через що зазвичай білі елементи забарвлення (за виняком крил) у нього були яскраво-рудувато-каштанові. Подібного птаха спостерігали також в Панамі у 1963 році. Такі особини дають інформацію про особливості видоутворення: в роді Зерноїд (Sporophila) є кілька видів, представники яких відрізняються тим, що одні мають білі елементи забарвлення, а інші — гіпермеланістичні. Різниця в забарвленні між такими видами зерноїдів може пояснюватися мутацією, що закрипілася і популяції внаслідок генетичного дрейфу.

## Таксономія
Ворноний зерноїд був описаний британським орнітоголом Філіпом Склейтером під назвою Spermophila corvina за голотипом, що походив з Мексики. Однак ще раніше, у 1850 році французький натураліст Шарль Люсьєн Бонапарт описав птаха під назвою Spermophila aurita за голотипом, який, як він помилково вважав, походив з Бразилії (пізніше, у 1871 році, Склейтер зміним типове місцезнаходження на Панаму). Назва S. aurita використовувалася тривалий час, однак у 1981 році Сторс Олсон піддав сумніву достовірність цого таксону, оскільки опис Бонапарта був неясним, а голотип (втрачений до 1835 року) походив з області, де відбувалася гібридизація між підвидами corvina і hicksii. Через це неможливо встановити, до якого саме таксону відноситься назва aurita. В наш час ця назва не використувується, вона була замінена більш пізньою назвою corvina. Раніше вороний зерноїд вважався конспецифічним з плямистокрилим зерноїдом, однак у 1986 році він був знову визнаний окремим видом.

## Підвиди
Виділяють чотири підвиди:
- S. c. corvina (Sclater, PL, 1860) — східна Мексика і карибське узбрежжя Центральної Америки на південь до західної Панами;
- S. c. hoffmanni Cabanis, 1861 — тихоокеанське узбережжя Коста-Рики і Панами;
- S. c. hicksii (Lawrence, 1865) — південна і південно-східна Панама та північно-західна Колумбія;
- S. c. ophthalmica (Sclater, PL, 1860) — тихоокеанське узбережжя Колумбії, Еквадору та крайнього північно-західного Перу (П'юра).

Деякі дослідники виділяють всі підвиди, крім типового, у окремий вид Sporophila ophthalmica.

## Поширення і екологія
Вороні зерноїди мешкають в Мексиці, Гватемалі, Белізі, Гондурасі, Нікарагуа, Коста-Риці, Панамі, Колумбії, Еквадорі і Перу. Вони живуть на узліссях сухих і вологих тропічних лісів, в чагарникових заростях, на луках, полях, пасовищах, в парках і садах. Зустрічаються зграйками, переважно на висоті до 1000 м над рівнем моря. Іноді прижднуються до змішаних зграй птахів. Живляться насінням, а також комахами і ягодами. Гніздо невелике, чашоподібне, зроблене самицею з рослинного матеріалу, встелене тонкими рослинними волонками, розміщується на дереві, на висоті від 0,4 до 6 м над землею. В кладці 2-3 сіруватих яйця. поцяткованих коричневими плямками. Насиджує лише самиця, інкубаційний період становить 12-14 днів.